# Gustav Jäger
Pour les articles homonymes, voir De Jager ou De Jaeger et Jäger.
Gustav Jäger ou Jaeger, né le 23 juin 1832 à Burg (Royaume de Wurtemberg) et mort le 13 mai 1917 est un médecin, naturaliste et hygiéniste wurtembergeois.

## Biographie
Ayant achevé ses études de médecine à l'université de Tübingen, il enseigna la zoologie à Vienne. En 1868, il fut nommé professeur de zoologie l'Académie de Hohenheim et devint par la suite professeur de zoologie et d'anthropologie à l'École polytechnique de Stuttgart et professeur de physiologie à l'École vétérinaire de cette ville. En 1884, il abandonna l'enseignement pour s'engager dans une carrière de médecin.
Il écrivit des ouvrages variés dans le domaine de la biologie, dont 
- La Théorie de Darwin et son influence sur la morale et la religion (1869)
- Traité de zoologie générale (1871-1878) ;
- Découverte de l'âme (1878).

En 1876, il proposa, pour expliquer l'hérédité, une hypothèse proche de la théorie du germoplasme, élaborée plus tard par August Weismann, et selon laquelle le contenu de la cellule – le protoplasme –
conserve ses propriétés spécifiques de génération en génération, préservant, lors de la duplication, les éléments ontogénétiques permettant la construction complète de nouveaux êtres ainsi que les éléments phylogénétiques permettant à ces nouveaux être de se reproduire eux-mêmes à l'âge de la maturité.
Il donna son nom à un type de vêtements qu'il avait imaginé et nommé Die Normalkleidung als Gesundheitsschutz, c'est-à-dire l'habillement normal de protection sanitaire (1880), pour lequel il préconisa le port de tissus bruts, tels que la laine, proches du corps, et ne comportant aucune fibre végétale. En 1884, une boutique de sous-vêtements hygiéniques Jäger ouvrit ses portes à Londres. En 1890, une cinquantaine d'articles différents étaient fabriqués en laine, non seulement des sous-vêtements, mais aussi des mouchoirs et des rideaux. Vers 1900, George Bernard Shaw portait des costumes Jäger tricotés, et les vêtements des explorateurs polaires Fridtjof Nansen, Robert Falcon Scott et Edmund Hillary, ainsi que ceux des expéditions africaines, provenaient également de Jäger. Outre la laine mérinos, on utilisait du poil de chameau, de la vigogne, de l'alpaga et du cachemire. Cette tendance s'inscrit dans le mouvement de réforme vestimentaire qui naît durant la seconde moitié du XIXe siècle,.
Il fit également d'importants travaux en entomologie, se spécialisant dans les coléoptères, en particulier les Buprestidae and les Scarabaeidae. Il écrivit avec Carl Gustav Calwer (de) une Histoire naturelle des insectes d'Europe, ouvrage très populaire réédité jusqu'en 1916.
Sa collection de coléoptères est conservée au Museum d'Histoire Naturelle de Stuttgart

## Publications
- Zoologische Briefe (Berlin, 1864—1876)
- In Sachen Darwins contra Wigand (Stuttgart, 1874)
- Die Darwinsche Theorie und ihre Stellung zu Moral und Religion (Stuttgart, 1869)
- Lehrbach der allgem. Zoologie (2e édition, 1880),
- Seuchenfestigkeit und Konstitutions-Krampf (Leipzig, 1878)
- Die Entdeckung der Seele (Leipzig, 1878)